# Masteria boggildi
Espèce
Masteria boggildi est une espèce d'araignées mygalomorphes de la famille des Dipluridae.

## Distribution
Cette espèce a été découverte dans des serres au Danemark, elle pourrait être originaire du Costa Rica.

## Description
Les mâles mesurent de 3,19 à 4,18 mm et les femelles de 3,87 à 4,84 mm.

## Systématique et taxinomie
Cette espèce a été décrite par Lissner en 2023.

## Étymologie
Cette espèce est nommée en l'honneur d'Ole Bøggild (1930–2022).

## Publication originale
- Lissner & Craig, 2023 : « A new Masteria (Araneae: Dipluridae) from tropical hothouses in Denmark. » Arachnology, vol. 19, no 6, p. 888-893.